# Homer rentre dans la reine
Homer rentre dans la reine (France) ou Y'avait t'un prisonnier (Québec) (The Regina Monologues) est le 4e épisode de la saison 15 de la série télévisée d'animation Les Simpson.

## Synopsis
Monsieur Burns a besoin d'argent. Il retire alors 1 000 $ au distributeur. Mais dès qu'il a le billet entre les mains, celui-ci s'envole et atterrit chez les Simpson. Bart récupère le billet. Marge dit à Bart qu'il doit d'abord mettre un avis de recherche. Comme les réponses sont peu concluantes, il a le droit de garder le billet. Le billet de Bart attire l'attention, alors le jeune garçon décide de l'exposer dans sa cabane et fait payer la visite. Il rencontre alors Monsieur Burns qui affirme, preuve à l'appui, qu'il s'agit de son billet. Bart est obligé de le lui rendre. Heureusement, il lui reste l'argent qu'il a gagné grâce au billet, soit 3 000 $. Avec cette somme, il décide de payer un voyage à toute la famille. C'est alors qu'Abraham explique qu'il a connu une femme pendant la Seconde Guerre mondiale qu'il aimerait revoir. Ils décident alors de tous partir au Royaume-Uni.

## Invités
- Tony Blair (voix)
- J. K. Rowling (voix)
- Ian McKellen (voix)
- Jane Leeves (voix)
- Evan Marriott (voix)